# Kunshan

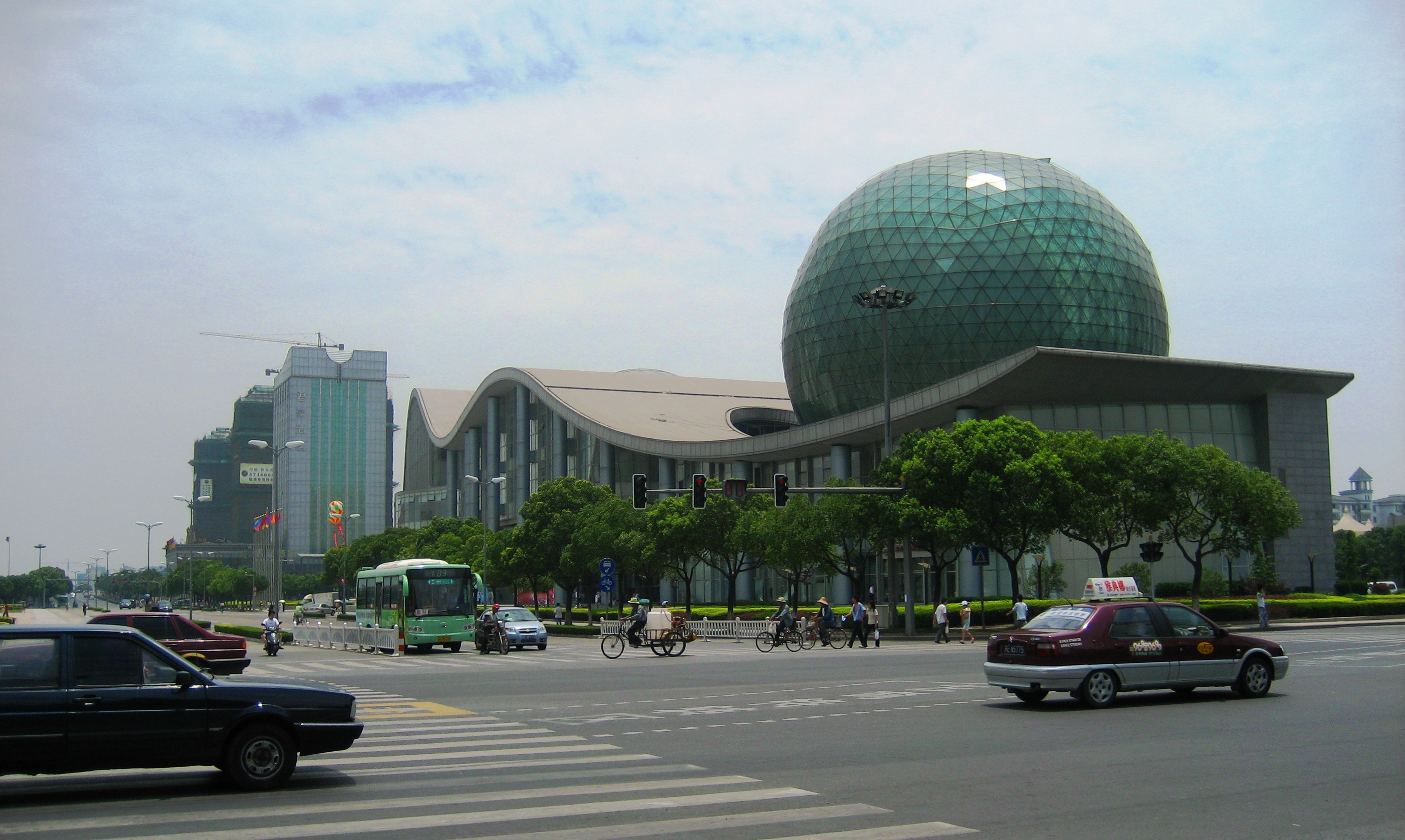
Ortszentrum von Kunshan

Kunshan (chinesisch 昆山市, Pinyin Kūnshān Shì) ist eine kreisfreie Stadt, die zum Verwaltungsgebiet der bezirksfreien Stadt Suzhou in der ostchinesischen Provinz Jiangsu gehört. Kunshan hat eine Fläche von 864,9 km² und 1.644.860 Einwohner (Stand: Zensus 2010). Für Ende 2004 wurden noch 637.200 Einwohner angegeben.

## Kultur
In Kunshan entstand eine der ältesten Opernarten, die Kunqu-Oper. 1992 wurde im Stadtzentrum ein Kunqu-Museum errichtet. Das Museum ist stilistisch eine Mischung aus einem Pavillon und einer antiken Opernbühne.
Die neolithische Fundstätte Chuodun (Chuodun yizhi 绰墩遗址) – eine für die Kenntnis der Geschichte des Nassreisanbaus wichtige Stätte – steht seit 2006 auf der Liste der Denkmäler der Volksrepublik China (6-76).
Kushan erlangte bereits während der Ming- und der Qing-Dynastie große kulturelle Bedeutung. Berühmte Persönlichkeiten wie der Schriftsteller Gui Youguang (1507–1571), der Maler Gong Xian (1618–1689), der Philologe Gu Yanwu (1613–1682), der Lehrer Zhu Bailu (1627–1698) kamen aus dieser Stadt.
Kunshan ist auch bekannt als Geburtsort von Song Qingling (1893–1981), Frau des Staatsgründers Sun Yat-sen und eine bedeutende Politikerin in China nach dem Zweiten Weltkrieg.

## Geographie und Verkehr
Kunshan liegt zwischen 120°48′21″ und 121°09′04″ östlicher Länge und zwischen 31°06′34″ und 31°32′36″ nördlicher Breite.
Die Stadt liegt ca. 60 km westlich von Shanghai. Sie ist über eine Schnellzugverbindung, die u. a. über die Große Brücke Danyang–Kunshan führt, mit der chinesischen Hauptstadt verbunden.
Die deutsche Stadt Kehl ist mit Kunshan befreundet.

## Administrative Gliederung
Administrativ setzt sich Kunshan aus zehn Großgemeinden zusammen. Diese sind:
- Großgemeinde Yushan (玉山镇), Zentrum, Sitz der Stadtregierung und Stadtverwaltung
- Großgemeinde Bacheng (巴城镇)
- Großgemeinde Dianshanhu (淀山湖镇)
- Großgemeinde Huaqiao (花桥镇)
- Großgemeinde Jinxi (锦溪镇)
- Großgemeinde Lujia (陆家镇)
- Großgemeinde Qiandeng (千灯镇)
- Großgemeinde Zhangpu (张浦镇)
- Großgemeinde Zhoushi (周市镇)
- Großgemeinde Zhouzhuang (周庄镇)

## Persönlichkeiten
- Zhao Jie (* 2002), Hammerwerferin